# Archiv český

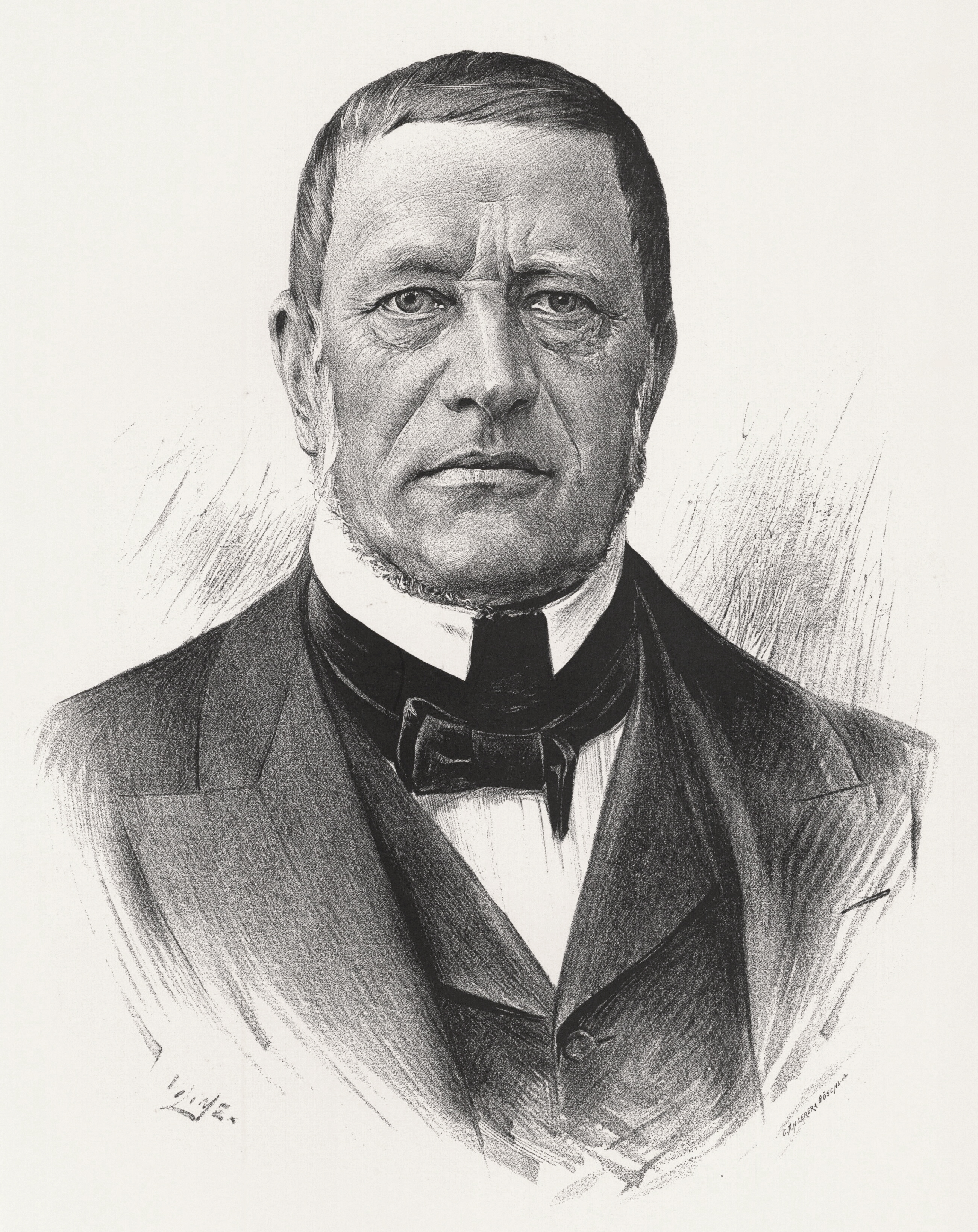
František Palacký

Archiv český čili staré písemné památky české i moravské (zkráceně Archiv český) je edice historických pramenů k českým dějinám, který začal vydávat v roce 1840 František Palacký. Edice vycházela s přestávkami do roku 1944. Od roku 2000 je vydavatelem Centrum medievistických studií.

## Historie
Prvních šest dílů vyšlo v letech 1840-1872 pod názvem Archiv český čili staré písemné památky české i moravské. Z archivův domácích i cizích sebral a vydal František Palacký. Ten byl také jediným editorem publikovaných textů.
V roce 1887 se změnil podtitul Archiv český čili staré písemné památky české i moravské, sebrané z archivů domácích i cizích. Nákladem domestikálního fondu Království českého vydává Kommisse k tomu zřízená při Královské české společnosti nauk a redaktorem stal Josef Kalousek, pod jehož vedením do roku 1910 vyšel VII. až XXVII. díl. Na jednotlivých dílech spolupracovalo více autorů, například Jaromír Čelakovský, Josef Emler, Vincenc Brandl, František Dvorský nebo August Sedláček. Od počátku každý díl obsahoval množství rozličných pramenů, ale postupem času se jednotlivé díly věnovaly vymezenému okruhu písemností (šlechtická korespondence, hospodářské instrukce, dvorský soud a podobně) V letech 1912-1944 se hlavním redaktorem stal Gustav Friedrich, pod jehož vedením vyšly díly XXVIII.-XXXVII. (bez nevydaného XXXIV.).
Ještě na samém konci dvacátého století v roce 2000 obnovilo řadu Centrum medievistických studií s upraveným podtitulem Archiv český čili staré písemné památky české i moravské sebrané z archivů domácích i cizích, případně jen Archiv český, či Archivum bohemicum a od roku 2017 Archiv český čili staré písemné památky sebrané z archivů domácích i cizích, a vyšlo za řízení Františka Šmahela prozatím několik nových dílů. Vydalo jej v případě svazku XXXVIII, dílu XXXIX, dílu XLI (ten spolu s Historickým ústavem Akademie věd České republiky), dílu XLII (ten ve spolupráci se Státním oblastním archivem v Třeboni) i dílu XLIII pro Centrum medievistických studií nakladatelství Filosofického ústavu Filosofia. Svazky XL/1 i XL/2 vydali společně Centrem medievistických studií Univerzity Karlovy a Akademie věd České republiky též Archiv Akademie věd České republiky a Moravský zemský archiv v Brně - Státní okresní archiv Jihlava.

## Přehled dílů
| Díl     | Obsah | Editor                                                                                      | Vydáno    |
| ------- | --- | ------------------------------------------------------------------------------------------- | --------- |
| I.      | Psaní česká císaře Sigmunda od roku 1414 do 1437 Král Václav a jednota panská od roku 1394 do 1404 Psaní pana Viléma z Pernšteina od roku 1520 Staré zápisy rodu Šternberského od roku 1386 do 1432 Seznání svědkův od roku 1453 do 1456 Zápisy Pražské obecní od roku 1406 do 1429 Dopisy Zvíkovské od roku 1458 do 1477 Sněmovní věci české od roku 1440 do 1446 Zápisy knížat Minsterberských v Olešnici od roku 1454 do 1489 Dopisy Bavorské od roku 1440 do 1512 Zápisy ve věcech selských od roku 1389 do 1499 Dopisy Táborské od roku 1441 do 1447 Výpisy ze starých desk dvorských království českého od roku 1384 do 1456 Nálezy královského soudu dvorského od roku 1454 do 1465 Kniha starého pána z Rosenberka Králové Jiří a Matiáš v Moravě roku 1470 Registra zápisův královských i obecných roku 1453 a 1454 sepsaná                          | František Palacký                                                                           | 1840      |
| II.     | Dopisy pana Alše Holického ze Šternberka od roku 1436 do 1451 Výpisy ze starých desk zemských od roku 1391 do 1456 Řád práva zemského v latině i česky Psaní pana Viléma z Pernšteina od roku 1520 a 1521 Registra zápisův královských i obecných roku 1454 Sněmovní věci české od roku 1446 do 1452 Nejstarší zápisy Hradecké od 1384 do 1404 Výpisky právní a soudní ze starých desk zemských království Českého (1287-1437) Zápisy Kozelské ve Slezsku od roku 1480 do 1571 Dopisy pana Kašpara Šlika z Holíče, nejvyššího kancléře říše německé, od roku 1445 do 1448 Dopisy pana Prokopa z Rabšteina od roku 1444 do 1448 Pana Ondřeje z Dubé přípis králi Václavu IV. a výklad na právo zemské české Psaní o záští mezi Jindřichem z Dubé a na Humpolci a Petrem Malovcem z Pacova roku 1413                                                            | František Palacký                                                                           | 1842      |
| III.    | Rozličné dopisy pana Oldřicha z Rosenberka od roku 1420 do 1453 Majestas Carolina v latině a česky Akta veřejná i sněmovní v Čechách i v Moravě od roku 1414 do 1428 Zápisy rozličných osob od roku 1398 do 1428 Psaní rozličných osob od roku 1396 do 1440 Výpisky právní a soudní ze starých desk zemských království českého (1321-1456) Dopisy rodu Švamberského z XV. století Akta veřejná i sněmovní v království českém od roku 1432 do 1439 Výtahy z listin rozličných od roku 1371 do 1471 | František Palacký                                                                           | 1844      |
| IV.     | Dopisy rodu Hradeckého od roku 1441 do 1451 Některé zápisy kláštera Chotěšovského od roku 1272 do 1597 Pře Racka Kocovského s Budějovskými od roku 1472 do 1484 Akta mezi králem Jiřím a jednotou panskou v Čechách od roku 1463 do 1468 Příklady listův holdovních z XV. století Zápisy panství Pardubského od roku 1357 do 1536 Dopisy Domažlické od roku 1450 do 1509 Zápisy Domažlické od roku 1404 do 1526 Zápisy města Horaždějovic (1417-1503) Nálezy soudu komorního v království Českém od roku 1471 do 1479 Zápisy české v Uhřích od roku 1445 do 1490 Zápisy Pražské obecní od roku 1401 do 1430 Dopisy pánů z Kolovrat od roku 1446 do 1450 Dopisy a zápisy pánů z Lobkovic od roku 1433 do 1458 Akta veřejná i sněmovní v království českém od roku 1453 do 1490 Výpisky právní a soudní ze starých desk zemských království českého (1389-1456) | František Palacký                                                                           | 1846      |
| V.      | Zřízení zemské království českého za krále Vladislava roku 1500 vydané Dopisy pana Jiřího z Poděbrad roku 1445-1457 Psaní Jiřího krále českého Psaní rozličných osob z roku 1471-1475 Akta veřejná i sněmovní v království českém od roku 1466 do 1500 Výpisy ze starých desk zemských od roku 1471 do 1500 | František Palacký                                                                           | 1862      |
| VI.     | Paběrky písemností rozličných z roku 1401 do 1420 Psaní Uherského krále Matiáše Korvína v létech 1469 do 1487 do Čech českým jazykem vydaná Psaní Vladislava II. krále českého (1471-1483) Psaní Hilaria Litoměřického, co administratora pražského arcibiskupství, z roku 1457 ku katolíkům českým, aby krále Jiřího nebyli poslušni Psaní rozličných osob z roku 1471-1490 Akta veřejná i sněmovní v Čechách od roku 1500 do 1509 Paběrky písemností všelikých z let 1421-1438 Zápisy všeliké o věcech soukromých od roku 1404 do 1439 Diplomatář pana Viléma z Pernšteina (1304-1519) Zápisy o věcech Šlikovských z roku 1480 do 1497 Výpisy z českých register královských roku 1498 do 1502 | František Palacký                                                                           | 1872      |
| VII.    | Dopisy pana Zdeňka Lva z Rožmitála z let 1508-1520 | František Dvorský                                                                           | 1887      |
| VII.    | Dopisy rodů Hradeckého a Rosenberského od roku 1450 do 1470 | Antonín Rezek                                                                               | 1887      |
| VII.    | Dopisy úřadu podkomořského Budějovským z let 1412-1526 | Karel Köpl                                                                                  | 1887      |
| VII.    | Denník českého poselstva ku králi francouzskému roku 1464 | Josef Kalousek                                                                              | 1887      |
| VII.    | Registra soudu komorního (1472-1482) | Jaromír Čelakovský                                                                          | 1887      |
| VII.    | Zlomek register zápisů markrabství moravského z roku 1459 Výpisy z českých původních listin c. k. veřejné knihovny pražské (1391-1477) | Josef Emler                                                                                 | 1887      |
| VIII.   | Dopisy rodů Hradeckého a Rosenberského od roku 1470 do 1475 | Antonín Rezek                                                                               | 1888      |
| VIII.   | Dopisy pana Zdeňka Lva z Rožmitála z let 1520-1526 | František Dvorský                                                                           | 1888      |
| VIII.   | Poselství krále Jiřího do Říma k papeži roku 1462. | Adolf Patera                                                                                | 1888      |
| VIII.   | Výpisy z register kanceláře hrabat Kladských od roku 1472-1491 Registra soudu komorního (1482-1487) | Jaromír Čelakovský                                                                          | 1888      |
| VIII.   | Výpisy z českých původních listin c. k. veřejné knihovny pražské (1477-1526) | Josef Emler                                                                                 | 1888      |
| IX.     | Dopisy pana Zdeňka Lva z Rožmitála z roku 1526 | František Dvorský                                                                           | 1889      |
| IX.     | Dopisy rodů Hradeckého a Rosenberského od roku 1475 do 1478 | Antonín Rezek                                                                               | 1889      |
| IX.     | Listiny Jindřicho-Hradecké z let 1388-1484 | František Tischer                                                                           | 1889      |
| IX.     | Dodatky k výpisům z register kanceláře hrabat Kladských od roku 1493-1497 | Jaromír Čelakovský                                                                          | 1889      |
| IX.     | Listiny kláštera Žďárského z let 1409-1529 | Vincenc Brandl                                                                              | 1889      |
| IX.     | Registra soudu komorního (1487-1491) | Jaromír Čelakovský                                                                          | 1889      |
| X.      | Dopisy rodů Hradeckého a Rosenberského od roku 1478-1506 | Antonín Rezek                                                                               | 1890      |
| X.      | Dopisy pana Zdeňka Lva z Rožmitála z let 1526-1528 | František Dvorský                                                                           | 1890      |
| X.      | Jednání sněmovní a veřejná v markrabství Moravském od počátku 15. století až do přijetí krále Ferdinanda I. za markrabí Moravského roku 1527 (1412-1514) | František Kameníček                                                                         | 1890      |
| X.      | Listiny Jindřicho-Hradecké z let 1482-1508 | František Tischer                                                                           | 1890      |
| X.      | Registra soudu komorního (1491-1500) | Jaromír Čelakovský                                                                          | 1890      |
| XI.     | Dopisy pana Zdeňka Lva z Rožmitála z let 1530-1532 | František Dvorský                                                                           | 1892      |
| XI.     | Dopisy rodů Hradeckého a Rosenberského od roku 1507-1519 | Antonín Rezek                                                                               | 1892      |
| XI.     | Listy paní Perchty Lichtenšteinské z Rožemberka | August Sedláček                                                                             | 1892      |
| XI.     | Jednání sněmovní a veřejná v markrabství Moravském od počátku 15. století až do přijetí krále Ferdinanda I. za markrabí Moravského roku 1527 (1515-1527) | František Kameníček                                                                         | 1892      |
| XI.     | Listiny Jindřicho-Hradecké z let 1509-1529 a dodavky z let 1407-1506 | František Tischer                                                                           | 1892      |
| XI.     | Registra soudu komorního (1500-1501) | Jaromír Čelakovský                                                                          | 1892      |
| XII.    | Dopisy rodů Hradeckého a Rosenberského od roku 1519 do 1526 | Antonín Rezek                                                                               | 1893      |
| XII.    | Dopisy pana Zdeňka Lva z Rožmitála z let 1532-1535 | František Dvorský                                                                           | 1893      |
| XII.    | Dopisy nejvyšších hejtmanů krále a království českého z let 1529-1531 | Antonín Rezek                                                                               | 1893      |
| XII.    | Registra ortelů horního soudu v Hoře Kutné z let 1511-1514 | Josef Braniš                                                                                | 1893      |
| XII.    | Registra soudu komorního (1501-1503) | Jaromír Čelakovský                                                                          | 1893      |
| XIII.   | Registra soudu komorního (1503-1511) | Jaromír Čelakovský                                                                          | 1894      |
| XIV.    | Dodavek ke sbírce dopisův rodu Rosenberského do roku 1526 | Josef Kalousek                                                                              | 1895      |
| XIV.    | Dopisy kněží Šimona z Habru a Jana faráře Německo-Brodského o rozdílech ve víře z let 1528-1529 | František Dvorský                                                                           | 1895      |
| XIV.    | Popis odcizených statků duchovenstva postoupených komoře královské roku 1454 | Vácslav Vladivoj Tomek                                                                      | 1895      |
| XIV.    | Listiny klášterů Sedleckého a Skalického z let 1357-1541 | Josef Kalousek                                                                              | 1895      |
| XIV.    | Artikule cechů Pražských z 15. století (1425-1493) | Vácslav Vladivoj Tomek                                                                      | 1895      |
| XIV.    | Listiny archivu někdy Olešnického, nyní ve státním archivu Vratislavském chované a Čech a Moravy se týkající (1348-1414) | Josef Emler                                                                                 | 1895      |
| XV.     | Dopisy rodu Švamberského z let 1449-1526 | Antonín Rezek František Mareš Josef Kalousek                                                | 1896      |
| XV.     | Listiny archivu někdy Olešnického, nyní ve státním archivu Vratislavském chované a Čech a Moravy se týkající (1415-1525) | Josef Emler                                                                                 | 1896      |
| XV.     | Listiny Zvíkovské a Orlické z let 1357-1549 | Josef Kalousek                                                                              | 1896      |
| XV.     | Trutnovské desky manské z let 1455-1539. Výpisy z knih vinničných z let 1358-1461 | V. J. Nováček                                                                               | 1896      |
| XVI.    | Dopisy pana Viléma z Pernšteina z let 1480-1521 Listinář pana Viléma z Pernšteina z let 1304-1501 | František Dvorský                                                                           | 1897      |
| XVII.   | Dodatek k dopisům Viléma z Pernšteina z let 1496-1511 Dodatek k listináři pana Viléma z Pernšteina z let 1472-1518 Listinář pana Viléma z Pernšteina z let 1501-1521 Urbář panství Hlubockého založený roku 1490 Urbář panství Pardubického a Kunětickohorského založený po roce 1494 Registra rybničná na panství Kunětickohorském, Pardubickém a Novobydžovském z let 1494-1520 Z register zápisův o prodeji statků na panství Kunětickém a Pardubském od roku 1508 | František Dvorský                                                                           | 1899      |
| XVIII.  | Registra krále Vladislava II. z let 1498-1502 | Josef Teige                                                                                 | 1900      |
| XVIII.  | Listiny kláštera Starocelského o držebnostech jeho v Čechách 1272-1545 | Theodor Antl                                                                                | 1900      |
| XVIII.  | Listiny Brozanské z let 1482-1515 | Hynek Kollmann                                                                              | 1900      |
| XVIII.  | Výpisy z knih vinničných z let 1461-1583 | V. J. Nováček                                                                               | 1900      |
| XVIII.  | Listy do Kouřimě zaslané z let 1422-1513 | Václav Schulz                                                                               | 1900      |
| XIX.    | Registra soudu komorního (1488-1494, 1502-1519) Knížky nálezů soudu zemského a komorního z první polovice XIV. století | Jaromír Čelakovský                                                                          | 1901      |
| XX.     | Dopisy pánův Jana a Vojtěcha z Pernšteina z let 1509-1548 Listiny pánův Jana a Vojtěcha z Pernšteina 1491-1548 Tři vášnivé projevy z války za krále Jiřího z let 1467, 1468 a 1469 | František Dvorský                                                                           | 1902      |
| XXI.    | Listy do Kouřimě zaslané z let 1513-1525 Listy do Budějovic zaslané z let 1405-1526 | Václav Schulz                                                                               | 1903      |
| XXI.    | Druhý dodavek k dopisům rodu Rosenberského z let 1409-1528 | Hynek Gross Theodor Antl                                                                    | 1903      |
| XXI.    | Mikuláše Slepičky z Nažic závěť a její vykonání (1512) Mikuláše Petrlíka ze Stradova nadání, závěť a její vykonání z let 1508-1525 Rybničná registra panství Krumlovského 1450-1464, 1518, 1524 | Hynek Gross                                                                                 | 1903      |
| XXII.   | Řády selské a instrukce hospodářské 1350-1626 | Josef Kalousek                                                                              | 1905      |
| XXIII.  | Řády selské a instrukce hospodářské 1627-1698 | Josef Kalousek                                                                              | 1906      |
| XXIV.   | Řády selské a instrukce hospodářské 1698-1780 | Josef Kalousek                                                                              | 1908      |
| XXV.    | Řády selské a instrukce hospodářské 1781-1850 | Josef Kalousek                                                                              | 1910      |
| XXVI.   | Zprávy o statcích a přech venkovských z archivu města Prahy (A-K) | Josef Teige                                                                                 | 1909      |
| XXVII.  | Dopisy Karla st. z Žerotína z let 1591-1610. | František Dvorský pomocí úředníků Zemského archivu Království českého                       | 1904      |
| XXVIII. | Zprávy o statcích a přech venkovských z archivu města Prahy (L-Z) | Josef Teige                                                                                 | 1912      |
| XXIX.   | Dodavek k řádům selským a instrukcím hospodářským 1388-1779 | Josef Kalousek                                                                              | 1913      |
| XXX.    | Registra vejpovědní mezní úřadu nejvyššího purkrabství Pražského z let 1508-1577 | Václav Schulz                                                                               | 1913      |
| XXXI.   | První kniha provolací desk dvorských z let 1380-1394 | Gustav Friedrich                                                                            | 1921      |
| XXXII.  | Registra soudu komorního z let 1519-1524 | Jaromír Čelakovský                                                                          | 1915      |
| XXXIII. | Registra soudu komorního z let 1524-1526 | Jaromír Čelakovský                                                                          | 1918      |
| XXXV.   | Druhá kniha provolací desk dvorských z let 1395-1410 | Gustav Friedrich                                                                            | 1935      |
| XXXVI.  | Třetí kniha provolací desk dvorských z let 1411-1448 | Gustav Friedrich                                                                            | 1941      |
| XXXVII. | Čtvrtá kniha provolací desk dvorských z let 1453-1480 (svazek 1-3) | Gustav Friedrich                                                                            | 1941-1944 |
| XXXVIII | Popravčí a psanecké zápisy jihlavské z let 1405-1457 | František Hoffmann                                                                          | 2000      |
| XXXIX   | Codex Přemyslaeus. Regesty z výpisů z dvorských register Václava IV. z doby kolem a po roku 1400. Regesten aus den Auszügen von den Hofkanzleiregistern Wenzels IV. aus der Zeit um und nach 1400. | Ivan Hlaváček                                                                               | 2013      |
| XL/1    | Registra losungarum civitatis Iglaviensis 1425-1442. Tomus primus. Prooemia. Introductiones. Textus. Rejstříky městské sbírky jihlavské z let 1425-1442. Svazek první. Předmluvy. Úvody. Text. | František Hoffmann                                                                          | 2004      |
| XL/2    | Registra losungarum civitatis Iglaviensis 1425-1442. Tomus secundus. Tabulae. Index nominum et rerum. Editiones et opera textum illustrantia. Abbreviatione. Imagines. Rejstříky městské sbírky jihlavské z let 1425-1442. Svazek druhý. Tabulky. Index jmenný a věcný. Edice a literatura. Zkratky. Obrazové přílohy. | František Hoffmann a indexem jmenným a věcným opatřil Petr Dvořák                           | 2004      |
| XLI     | Prameny k dějinám Židů v Čechách a na Moravě ve středověku. Od počátků do roku 1347 | Lenka Blechová, Eva Doležalová, Martin Musílek, Jana Zachová, Daniel Polakovič a Tamás Visi | 2015      |
| XLII    | Nejstarší městská kniha táborská z let 1432-1452 | Alena M. Černá, František Šmahel a rejstřík zpracoval Jan Vojtíšek                          | 2017      |
| XLIII   | Acta correctoris cleri civitatis et diocesis Pragensis annis 1407-1410 comparata | Jan Adámek                                                                                  | 2018      |
| XLIV    | Listinné garance náboženských poměrů na šlechtických panstvích v Čechách a na Moravě (1436-1620) | Josef Hrdlička                                                                              | 2025      |
| XLV     | Registrum na deset truhlic s privilegii Českého království. Soupis listin uložených v korunním archivu na Karlštejně z počátku 16. století | Lenka Bobková, Tomáš Velička, Mlada Holá, Tereza Hejdová, Lenka Vodrážková                  | 2025      |